# Evrim Sen

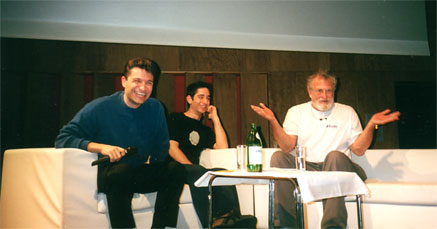
William Sen (links) und Denis Moschitto (Mitte) im Gespräch mit John T. Draper

William Evrim „Bill“ Sen (* 15. März 1975) ist ein deutsch-US-amerikanischer Softwareentwickler, Autor und Webvideoproduzent.

## Leben
Sen wuchs in der Kölner Südstadt auf. Zusammen mit Denis Moschitto veröffentlichte Sen im Jahr 1999 das Buch Hackerland, das sich als das erste deutschsprachige Buch mit der Geschichte der Cracker- und Demoszene beschäftigte.
Das zweite Buch von Sen und Moschitto erschien im Jahr 2000 unter dem Titel Hackertales  und erzählt Anekdoten aus der Computer-Subkultur nach. Im gleichen Jahr gab er mit Thomas Schaeben eine Vinyl-Platte mit dem Titel Busted heraus. Das 2006 erschienene Buch NO COPY widmet sich dem Thema Urheberrechtsverletzungen in Verbindung mit der aktuellen Warez-Szene. 2010 brachte Sen das Social Media Magazin heraus.
Seit dem 30. November 2015 betreibt er den YouTube-Kanal LebenUSA, in dem er regelmäßig über seine Auswanderung in die USA und sein Leben in San Diego, Kalifornien berichtet. Parallel dazu unterhält er einen gleichnamigen Instagram-Account.

## Publikationen (Auswahl)
- Social Media Measurement : Methoden zur automatischen Reichweitenmessung von Beiträgen in Webforen Köln : Social-Media-Verl. 2013, ISBN 978-3-941835-23-8, (Düsseldorf, Univ., Diss.)
- Captain Crunch, 1Live Hörspiel, WDR 2010[4]
- POKE, 1Live Hörspiel, WDR 2008[5]
- Digital Underground, 1Live Hörspiel, WDR 2007[6]
- NO COPY – Der Film[7]
- Legal, illegal, Scheißegal, taz, 04.2006[8]
- NO COPY – Die Welt der digitalen Raubkopie. Klett-Cotta 2006, 1. Auflage, ISBN 3-608-50082-0
- Firewall. Kerber 2005, 1. Auflage, ISBN 3-936646-86-4
- Selbstregulierung statt Kontrolle?, 03.2004, Webknowledge[9]
- Hackertales – Hackergeschichten von Freund & Feind. Social Media Verlag 2010, 4. Auflage, ISBN 3-941835-01-7
- Busted. Firm 2001, ISBN 3-932170-36-9
- Hackerland – Das Logbuch der Szene. Klett-Cotta 1999, 3. Auflage, ISBN 3-608-50029-4
- Hackerkultur und Raubkopierer – Eine wissenschaftliche Reise durch zwei Subkulturen. Social Media Verlag 2011, 2. Auflage, ISBN 3-941835-15-7